# Draco
Pour les articles homonymes, voir Draco (homonymie).
Ne doit pas être confondu avec Dracones.
Genre
Draco est un genre de sauriens de la famille des Agamidae.
Les espèces de ce genre sont appelées Dragons volants.

## Répartition
Les 41 espèces de ce genre se rencontrent en Asie du Sud-Est, en Asie du Sud et dans le sud de l'Asie de l'Est.

## Histoire de la découverte
Carl Linnaeus a décrit le genre en 1758, l' espèce type étant Draco volans . Le nom du genre vient du terme latin désignant les dragons mythologiques . Au début et au milieu du 20e siècle, il y avait une controverse sur leurs capacités de glisse, certains auteurs suggérant que la patagia était uniquement destinée à être exposée, mais des recherches à la fin des années 1950 ont fermement établi la fonction de vol de la patagia.

## Description
Les Dragons volants sont des lézards arboricoles planants des forêts tropicales asiatiques.
Ils mesurent généralement entre 19 et 23 centimètres et se nourrissent de fourmis et de termites grâce à leur langue gluante.
Durant la saison des amours, les femelles s'aventurent sur le sol afin d'y pondre entre un et cinq œufs.
Ils sont dotés d'une paire d'ailes qui sont en fait des côtes reliées entre elles par une membrane ornée de motifs de couleurs vives tandis que le reste du corps est gris. Ces ailes leur permettent de planer sur des distances allant de 7 à 10 mètres afin de se déplacer rapidement d'arbre en arbre. Au repos, les ailes des dragons volants sont repliées et elles ne se voient pas, les dragons volants ressemblent alors à n'importe quel lézard de couleur grisâtre. Le dragon volant est un modèle de l'adaptation à la vie arboricole qui conduit nombre d'espèces à planer (écureuils, serpents). Le dragon volant y parvient grâce à ses côtes très allongées qui soutiennent les ailes.

## Répartition
Les espèces de Draco sont largement distribuées dans les forêts d'Asie du Sud-Est, avec une espèce, Draco dussumieri , habitant le sud de l'Inde.

## Habitat et écologie
Les membres de Draco sont principalement arboricoles , habitant les forêts tropicales humides et ne se trouvent presque jamais sur le sol de la forêt. Ils sont insectivores , se nourrissant principalement de fourmis et de termites. La couleur du patagium est fortement corrélée à la couleur des feuilles tombantes locales, probablement comme camouflage contre les oiseaux prédateurs.

## Liste des espèces
Selon The Reptile Database (9 septembre 2014) :
- Draco abbreviatus Hardwicke & Gray, 1827
- Draco beccarii Peters & Doria, 1878
- Draco biaro Lazell, 1987
- Draco bimaculatus Günther, 1864
- Draco blanfordii Boulenger, 1885
- Draco boschmai Hennig, 1936
- Draco bourouniensis Lesson, 1834
- Draco caerulhians Lazell, 1992
- Draco cornutus Günther, 1864
- Draco cristatellus Günther, 1872
- Draco cyanopterus Peters, 1867
- Draco dussumieri Duméril & Bibron, 1837
- Draco fimbriatus Kuhl, 1820
- Draco formosus Boulenger, 1900
- Draco guentheri Boulenger, 1885
- Draco haematopogon Gray, 1831
- Draco indochinensis Smith, 1928
- Draco iskandari Mcguire & Brown, Mumpuni, Riyanto & Andayani, 2007
- Draco jareckii Lazell, 1992
- Draco lineatus Daudin, 1802
- Draco maculatus (Gray, 1845)
- Draco maximus Boulenger, 1893
- Draco melanopogon Boulenger, 1887
- Draco mindanensis Stejneger, 1908
- Draco modiglianii Vinciguerra, 1892
- Draco norvillii Alcock, 1895
- Draco obscurus Boulenger, 1887
- Draco ornatus (Gray, 1845)
- Draco palawanensis Mcguire & Alcala, 2000
- Draco quadrasi Boettger, 1893
- Draco quinquefasciatus Hardwicke & Gray, 1827
- Draco reticulatus Günther, 1864
- Draco rhytisma Musters, 1983
- Draco spilonotus Günther, 1872
- Draco spilopterus (Wiegmann, 1834)
- Draco sumatranus Schlegel, 1844
- Draco supriatnai Mcguire & Brown, Mumpuni, Riyanto & Andayani, 2007
- Draco taeniopterus Günther, 1861
- Draco timorensis Kuhl, 1820
- Draco volans Linnaeus, 1758
- Draco walkeri Boulenger, 1891

## Publication originale
- Linnaeus, 1758 : Systema naturae per regna tria naturae, secundum classes, ordines, genera, species, cum characteribus, differentiis, synonymis, locis, ed. 10 (texte intégral).